# Дулица
Дулица (на македонска литературна норма: Дулица) е село в Северна Македония, в община Каменица (Македонска Каменица).

## География
Селото е разположено в областта Осоговия.

## История
В края на XIX век Дулица е българско село в Малешевска каза на Османската империя. Според статистиката на Васил Кънчов („Македония. Етнография и статистика“) от 1900 година Дулица е населявано от 450 жители българи християни.
Цялото християнско население на селото е под върховенството на Българската екзархия. По данни на секретаря на екзархията Димитър Мишев („La Macédoine et sa Population Chrétienne“) в 1905 година в Дулица има 400 българи екзархисти.
При избухването на Балканската война през 1912 година шестима души от селото са доброволци в Македоно-одринското опълчение.
На 16 октомври 1925 година в селото се води тежко сражение между чета на ВМРО и сръбска войска.
През 2002 г. жителите на Дулица наброяват 305 жители, всички македонци.

## Личности
Родени в Дулица
- Ангел Ябалчев, български революционер от ВМОРО, четник на Михаил Чаков[6]
- Вангел Апостолов Стоянов (1876 – 1943), български революционер, деец на ВМОРО и на ВМРО
- Даниела Христова (р. 1977), политик от Северна Македония
- Димитър Медаров (1902 – 1946), български революционер, войвода на ВМРО
- Иван Димитров (? – 1923), деец на ВМРО, загинал в сражение със сръбска войска на 25 март 1923 година[7]
- Илия Златанов (? – 1924), деец на ВМРО, загинал в сражение със сръбски части на 22 юли 1924 година[8]
- Мано Захов, български революционер от ВМОРО, четник на Кръстьо Българията[9]
- Никола Апостолов, македоно-одрински опълченец, 42-годишен, земеделец, ІІІ отделение, четата на Еротей Николов, 15 щипска дружина[10]
- Никола Петров (? – 1924), деец на ВМРО, загинал в сражение със сръбска войска на 10 юли 1924 година[7]
- Харалампи Стойчев Златанов (Шарен Ампо) (1895 – 1925), български революционер, войвода на ВМРО
- Христо Стоянов (? – 1923), деец на ВМРО, загинал в сражение със сръбска войска на 25 март 1923 година[7]

Починали в Дулица
- Григор Белокапов (1883 – 1913), български революционер, деец на ВМОРО
- Димитър Георгиев – Пушката (1895 – 1925), български революционер от ВМРО
- Евтим Димитров – Клепков (1887 – 1925), български революционер
- Харалампи Стойчев Златанов (Шарен Ампо) (1895 – 1925), български революционер, войвода на ВМРО